# Ruda (powiat białostocki)
Ruda – kolonia w Polsce położona w województwie podlaskim, w powiecie białostockim, w gminie Gródek.
W latach 1975–1998 miejscowość należała administracyjnie do województwa białostockiego.